# Raniero Pasqui
Raniero Pasqui (Forlì, 30 marzo 1887 – Forlì, 8 marzo 1967) è stato un tuffatore e disegnatore italiano.

## Biografia
Figlio di Emanuele e di Virginia Rusticali, dopo il diploma di perito industriale si trasferì da Forlì a Roma dove fu impiegato come disegnatore per l'aeronautica militare a Guidonia. In gioventù si sperimentò nei tuffi sul Tevere per la Società Romana Nuoto. 
Fu tra i pionieri di questo sport, tanto che vinse a Firenze il titolo di campione italiano di tuffi (1920), successivamente si distinse al trampolino (sul podio nel 1921, 1922, 1924). 
Collocato a riposo, tornò a Forlì. Fu zio di Enzo Pasqui e fratello di Giuseppe Pasqui, primo presidente del Football Club Forlì.